# Basílica do Senhor Bom Jesus
La basílica do Senhor Bom Jesus es una iglesia católica situada en la ciudad de Tremembé, São Paulo al sur de Brasil.
La imagen del Senhor Bom Jesus de Tremembé está tallada en madera y para la Iglesia Católica es un artefacto religioso destacado.
La iglesia del Senhor Bom Jesus de Tremembé comenzó como una capilla construida por Manoel da Costa Cabral en su granja en el entonces pueblo de Taubaté, en el lugar que se llamaba Tremembé, en el año 1672.
La capilla fue ampliada en 1795. En 1907 se creó la parroquia del Senhor Bom Jesus de Tremembé, recibiendo el título de santuario arquidiocesano como se informa en el sitio de la basílica.
En 1974, el papa Pablo VI reconoció el valor de la iglesia otorgándole el título de basílica menor.